# Shane Sutton

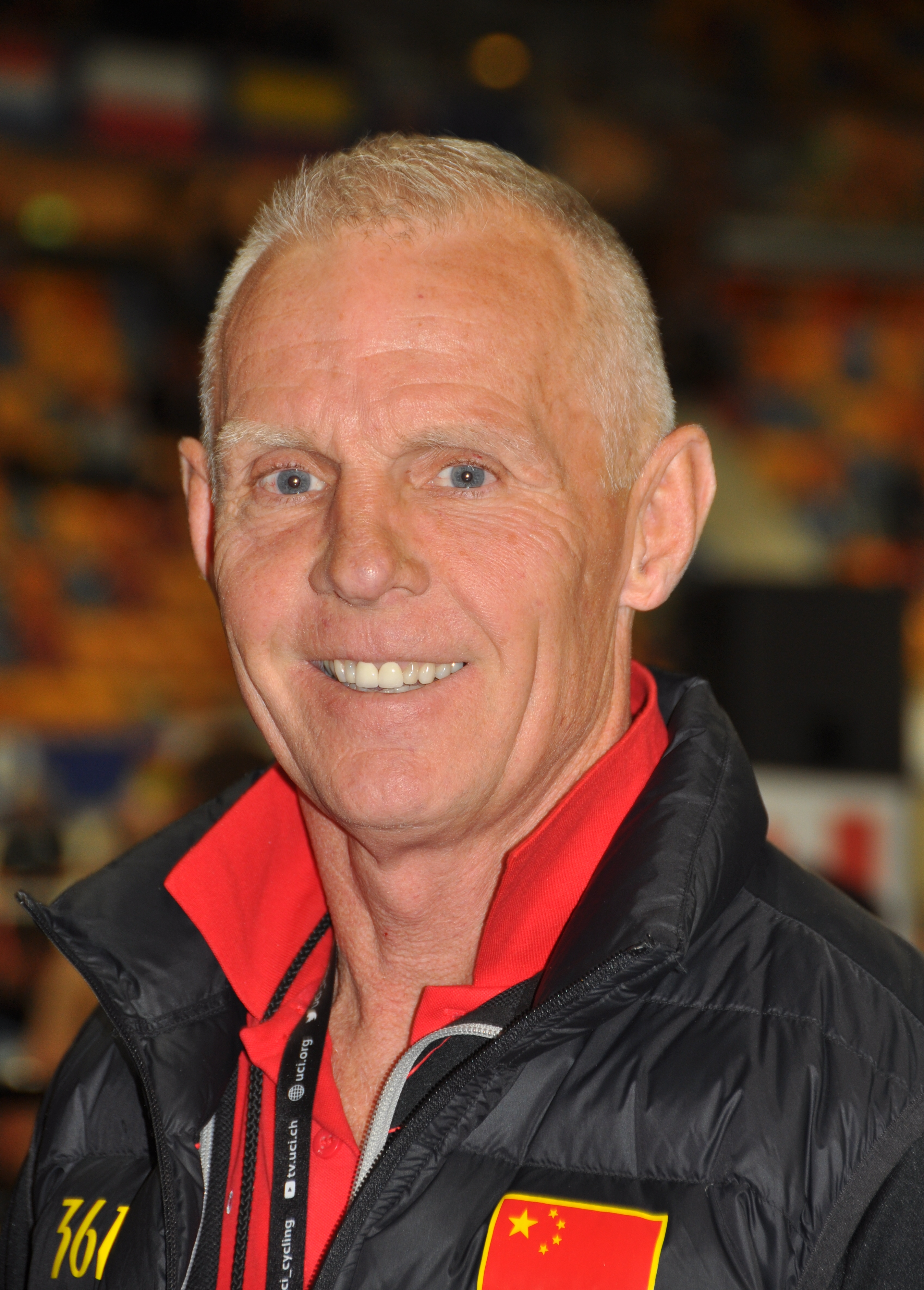
Shane Sutton (2018)

Shane Edwin Sutton OBE (13 de junho de 1957, Nova Gales do Sul) é um ex ciclista (rota e pista) e treinador de origem australiana, nacionalizado britânico.
Foi um dos quatro homens que ganharam a medalha de ouro para Austrália nos Jogos da Commonwealth de 1978 na modalidade de perseguição por equipas, junto a seu irmão Gary Sutton. Ambos converter-se-iam posteriormente em treinadores de ciclismo: Shane foi seleccionador de Gales (sendo eleito "treinador do ano" pelo Conselho de Desportos de dito país em 1998), enquanto seu irmão Gary converteu-se no treinador chefe de ciclismo no Instituto do Desporto do estado australiano de Nova Gales do Sur.
Posteriormente incorporou-se como treinador chefe à Federação Britânica de Ciclismo, convertendo-se num dos mais estreitos colaboradores do director de rendimento Dave Brailsford. Baixo dita direcção a equipa britânica de ciclismo em pista conseguiu grandes sucessos nos Jogos Olímpicos de Verão de 2008, e ambos seriam condecorados pela rainha Isabel II.
Em 2010 Brailsford criou uma nova equipa ciclista de rota, o Sky ProCycling de categoria UCI ProTour, que ao igual que a equipa britânica tinha sua sede em Manchester. Tanto Sutton como outros colaboradores de Brailsford se somaram ao novo projecto ao mesmo tempo em que seguiam ocupando seus postos na federação britânica.

## Palmarés
- 1983
- Herald Sun Tour, mais 4 etapas

- 1984
  - 3.º no Campeonato da Austrália em Estrada 
  - 1 etapa do Herald Sun Tour

- 1987
  - 1 etapa do Herald Sun Tour

- 1988
  - 1 etapa do Herald Sun Tour

- 1989
  - 1 etapa do Herald Sun Tour

- 1990
- Milk Race, mais 1 etapa

- 1993
  - 3.º no Campeonato do Reino Unido em Estrada